# Convocazioni per il campionato europeo maschile di calcio 1964
Elenco dei giocatori convocati da ciascuna Nazionale partecipante agli Europei di calcio 1964.

## Danimarca
Allenatore:  Poul Petersen
| N. | Pos. | Giocatore          | Data nascita (età) | Pres. | Squadra     |
| -- | ---- | ------------------ | ------------------ | ----- | ----------- |
|    | D    | John Amdisen       | 8 luglio 1934      | 9     | Aarhus      |
|    | C    | Carl Bertelsen     | 15 novembre 1937   | 18    | Esbjerg     |
|    | A    | John Danielsen     | 13 luglio 1939     | 24    | B 1909      |
|    | D    | Bent Hansen        | 13 settembre 1933  | 44    | B 1903      |
|    | D    | Jens Jørgen Hansen | 4 gennaio 1939     | 13    | Esbjerg     |
|    | D    | Kaj Hansen         | 16 agosto 1940     | 1     | Frem        |
|    | C    | Helge Jørgensen    | 17 settembre 1937  | 6     | Odense KFUM |
|    | D    | Birger Larsen      | 27 marzo 1942      | 2     | Frem        |
|    | A    | Ole Madsen         | 21 dicembre 1934   | 31    | HIK         |
|    | C    | Erling Nielsen     | 2 gennaio 1935     | 1     | B 1909      |
|    | P    | Leif Nielsen       | 28 maggio 1942     | 0     | Frem        |
|    | P    | Svend Aage Rask    | 14 luglio 1935     | 0     | B 1909      |
|    | A    | Jørgen Rasmussen   | 19 febbraio 1937   | 0     | B 1913      |
|    | A    | Tom Søndergaard    | 2 gennaio 1944     | 0     | B.93        |
|    | C    | Ole Sørensen       | 25 novembre 1937   | 14    | KB          |
|    | A    | Kjeld Thorst       | 13 maggio 1940     | 7     | Aalborg     |
|    | D    | Bent Wolmar        | 8 agosto 1937      | 0     | Aarhus      |

## Spagna
Allenatore:  José Villalonga
| N. | Pos. | Giocatore             | Data nascita (età) | Pres. | Squadra         |
| -- | ---- | --------------------- | ------------------ | ----- | --------------- |
|    | D    | Adelardo Rodríguez    | 26 settembre 1939  | 7     | Atlético Madrid |
|    | A    | Amancio Amaro         | 16 ottobre 1939    | 5     | Real Madrid     |
|    | D    | Isacio Calleja        | 6 dicembre 1936    | 10    | Atlético Madrid |
|    | A    | Enrique Collar        | 2 novembre 1934    | 16    | Atlético Madrid |
|    | C    | Luis Del Sol          | 6 aprile 1935      | 13    | Juventus        |
|    | D    | Luis María Echeberría | 24 marzo 1940      | 4     | Athletic Bilbao |
|    | C    | Félix Ruiz            | 14 luglio 1940     | 4     | Real Madrid     |
|    | C    | Josep María Fusté     | 15 aprile 1941     | 2     | Barcellona      |
|    | A    | Vicente Guillot       | 15 luglio 1941     | 5     | Valencia        |
|    | P    | José Ángel Iribar     | 1º marzo 1943      | 2     | Athletic Bilbao |
|    | A    | Carlos Lapetra        | 29 novembre 1938   | 3     | Real Saragozza  |
|    | A    | Luis Suárez           | 2 maggio 1935      | 25    | Inter           |
|    | A    | Marcelino Martínez    | 29 aprile 1940     | 3     | Real Saragozza  |
|    | D    | Fernando Olivella     | 22 giugno 1936     | 10    | Barcellona      |
|    | P    | Pepín                 | 16 novembre 1931   | 2     | Betis           |
|    | A    | Jesús María Pereda    | 15 giugno 1938     | 9     | Barcellona      |
|    | D    | Severino Reija        | 25 novembre 1938   | 5     | Real Saragozza  |
|    | D    | Feliciano Rivilla     | 21 agosto 1936     | 19    | Atlético Madrid |
|    | P    | José Vicente Train    | 19 dicembre 1931   | 7     | Real Madrid     |
|    | C    | Ignacio Zoco          | 31 luglio 1939     | 10    | Real Madrid     |

## Ungheria
Allenatore:  Lajos Baróti
| N. | Pos. | Giocatore          | Data nascita (età) | Pres. | Squadra      |
| -- | ---- | ------------------ | ------------------ | ----- | ------------ |
|    | A    | Flórián Albert     | 15 settembre 1941  | 40    | Ferencváros  |
|    | A    | Ferenc Bene        | 17 dicembre 1944   | 6     | Újpest       |
|    | A    | János Farkas       | 27 marzo 1942      | 5     | Vasas        |
|    | A    | Máté Fenyvesi      | 20 settembre 1933  | 63    | Ferencváros  |
|    | P    | József Gelei       | 29 giugno 1938     | 0     | Tatabánya    |
|    | D    | Kálmán Ihász       | 6 marzo 1941       | 4     | Vasas        |
|    | C    | Imre Komora        | 5 giugno 1940      | 0     | Honvéd       |
|    | D    | Sándor Mátrai      | 20 novembre 1932   | 60    | Ferencváros  |
|    | D    | Kálmán Mészöly     | 16 luglio 1941     | 26    | Vasas        |
|    | C    | István Nagy        | 14 aprile 1939     | 12    | MTK Budapest |
|    | D    | Dezső Novák        | 3 febbraio 1939    | 5     | Ferencváros  |
|    | C    | Gyula Rákosi       | 9 ottobre 1938     | 19    | Ferencváros  |
|    | D    | László Sárosi      | 27 febbraio 1932   | 41    | Vasas        |
|    | C    | Ferenc Sipos       | 13 dicembre 1932   | 60    | MTK Budapest |
|    | C    | Ernő Solymosi      | 21 giugno 1940     | 31    | Újpest       |
|    | P    | Antal Szentmihályi | 13 giugno 1939     | 16    | Vasas        |
|    | A    | Lajos Tichy        | 21 marzo 1935      | 70    | Honvéd       |
|    | A    | Zoltán Varga       | 1º gennaio 1945    | 0     | Ferencváros  |

## URSS
Allenatore:  Konstantin Beskov
| N. | Pos. | Giocatore           | Data nascita (età) | Pres. | Squadra           |
| -- | ---- | ------------------- | ------------------ | ----- | ----------------- |
|    | D    | Viktor Aničkin      | 8 dicembre 1941    | 1     | Dinamo Mosca      |
|    | A    | Galimzjan Chusainov | 27 giugno 1937     | 8     | Spartak Mosca     |
|    | A    | Igor' Čislenko      | 4 gennaio 1939     | 13    | Dinamo Mosca      |
|    | D    | Ėduard Dubinskij    | 6 aprile 1935      | 12    | CSKA Mosca        |
|    | D    | Vladimir Glotov     | 23 gennaio 1937    | 1     | Dinamo Mosca      |
|    | A    | Gennadij Gusarov    | 11 marzo 1937      | 7     | Dinamo Mosca      |
|    | A    | Valentin Ivanov     | 19 novembre 1934   | 48    | Torpedo Mosca     |
|    | P    | Lev Jašin           | 22 ottobre 1929    | 50    | Dinamo Mosca      |
|    | C    | Aleksej Korneev     | 6 febbraio 1939    | 0     | Spartak Mosca     |
|    | A    | Ėduard Malafeeŭ     | 2 giugno 1942      | 2     | Dinamo Minsk      |
|    | D    | Ėduard Mudrik       | 18 luglio 1939     | 2     | Dinamo Mosca      |
|    | A    | Viktor Ponedel'nik  | 22 maggio 1937     | 21    | SKA Rostov        |
|    | D    | Al'bert Šesternëv   | 20 giugno 1941     | 5     | CSKA Mosca        |
|    | C    | Jurij Šikunov       | 8 dicembre 1939    | 0     | SKA Rostov        |
|    | D    | Viktor Šustikov     | 28 gennaio 1939    | 2     | Torpedo Mosca     |
|    | P    | Ramaz Urushadze     | 17 agosto 1939     | 1     | T'orp'edo Kutaisi |
|    | C    | Valerij Voronin     | 17 luglio 1939     | 22    | Torpedo Mosca     |